# Friuli Isonzo (Weinbaugebiet)
Friuli Isonzo, auch: Isonzo del Friuli oder einfach Isonzo, ist ein italienisches Weinbaugebiet beiderseits des Flusses Isonzo in der Region Friaul-Julisch Venetien nahe der slowenischen Grenze. Das Gebiet hat seit 1974 eine DOC-Zulassung, die zuletzt am 7. März 2014 aktualisiert wurde.

## Anbaugebiet
Es sind dies insbesondere die Gemeinden Romans d’Isonzo, Gradisca d’Isonzo, Villesse, San Pier d’Isonzo, Turriaco, Medea, Moraro, Mariano del Friuli. Weiterhin gehören Teile folgender Ortschaften dazu: Cormòns, Capriva del Friuli, San Lorenzo Isontino, Monfalcone, Mossa, Gorizia, Fogliano Redipuglia, Farra d’Isonzo, Savogna d’Isonzo, Sagrado, Ronchi dei Legionari, San Canzian d’Isonzo und Staranzano in der Provinz Gorizia.
Im Jahr 2017 wurden 40.471 Hektoliter DOC-Wein erzeugt.

## Erzeugung
Dabei wurden Weine mit folgender Bezeichnung hergestellt:
- Verschnittweine: „Friuli Isonzo Bianco“ (auch als Frizzante), „Friuli Isonzo Rosso“ (auch als Frizzante), „Friuli Isonzo Rosato“ (auch als Frizzante)
- Weine mit Rebsortenbezeichnung sind „Friuli Isonzo …“, gefolgt von der jeweiligen Rebsorte: Chardonnay, Moscato giallo, Pinot bianco, Pinot grigio, Riesling, Sauvignon, Friulano, Traminer aromatico, Verduzzo friulano, Cabernet (aus Cabernet franc und/oder Cabernet sauvignon), Cabernet franc, Cabernet sauvignon, Franconia, Merlot, Moscato rosa, Pignolo, Pinot nero, Refosco dal peduncolo und Schioppettino.
- Die Bezeichnung „Friuli Isonzo“ oder „Isonzo del Friuli“, gefolgt von der Kennzeichnung „vendemmia tardiva“ (deutsch: Spätlese) ist reserviert für Weine aus folgenden Rebsorten: Friulano, Sauvignon, Verduzzo friulano, Pinot bianco, Chardonnay und Malvasia istriana.
- Aus den Rebsorten Chardonnay, Moscato Giallo, Verduzzo Friulano und Pinot werden auch Schaumweine (Spumante) erzeugt.
- „Friuli Isonzo Chardonnay Spumante“ oder „Isonzo del Friuli Chardonnay Spumante“ darf maximal 15 % Pinot nero enthalten.

## Beschreibungen
Laut Denomination (Auszug):

### Friuli Isonzo Cabernet
Rotwein aus den Rebsorten Cabernet Franc und/oder Cabernet Sauvignon.
- Farbe: intensives rubinrot
- Geruch: weinig, intensiv, angenehm, mit charakteristischem Duft nach Kräutern
- Geschmack: trocken, vollmundig, leicht nach Kräutern, meist bei Cabernet franc, angenehm, samtig
- Alkoholgehalt mindestens 11 % Vol.
- Säuregehalt: min 4 g/l
- Trockenextrakt: min. 18,0 g/l

### Friuli Isonzo Malvasia
Trockener Weißwein aus der Rebsorte Malvasia Istriana.
- Farbe: strohgelb
- Geruch: angenehm
- Geschmack: trocken, zart, angenehm
- Alkoholgehalt mindestens 10,5 % Vol.
- Säuregehalt: min 4 g/l
- Trockenextrakt: min. 15,0 g/l

### Friuli Isonzo Merlot
Rotwein, der zu 100 % aus der Rebsorte Merlot gekeltert wird.
- Farbe:rubinrot
- Geruch: charakteristisch, angenehm
- Geschmack: trocken, vollmundig, leicht nach Kräutern
- Alkoholgehalt mindestens 10,5 % Vol.
- Säuregehalt: min 4 g/l
- Trockenextrakt: min. 18,0 g/l

### Friuli Isonzo Pinot Grigio
Trockener Weißwein, der zu 100 % aus der Rebsorte Pinot Grigio ausgebaut wird.
- Farbe: strohgelb, bisweilen mit Kupfertönen
- Geruch: charakteristisch, angenehm
- Geschmack: trocken, harmonisch, angenehm
- Alkoholgehalt mindestens 11 % Vol.
- Säuregehalt: min 4 g/l
- Trockenextrakt: min. 15,0 g/l

### Friuli Isonzo Sauvignon
Trockener Weißwein aus der Rebsorte Sauvignon Blanc.
- Farbe: klares goldgelb
- Geruch: charakteristisch
- Geschmack: trocken, vollmundig, samtig, angenehm
- Alkoholgehalt mindestens 11 % Vol.
- Säuregehalt: min 4 g/l
- Trockenextrakt: min. 15,0 g/l

### Friuli Isonzo Traminer Aromatico
Trockener Weißwein aus der Rebsorte Traminer aromatico.
- Farbe: kräftiges strohgelb
- Geruch: angenehm mit charakteristischem Aroma
- Geschmack: trocken, leicht aromatisch, intensiv, unverwechselbar, vollmundig
- Alkoholgehalt mindestens 11 % Vol.
- Säuregehalt: min 4 g/l
- Trockenextrakt: min. 15,0 g/l